# The Bridge on the River Kwai
The Bridge on the River Kwai is een Engelse speelfilm van David Lean uit 1957. Het onderwerp is de bouw van een brug over de Kwai in de plaats Kanchanaburi in Thailand door Engelse krijgsgevangenen tijdens de Tweede Wereldoorlog.
De film is gebaseerd op het boek Le pont de la rivière Kwaï van Pierre Boulle. De film kreeg zeven Oscars waaronder een voor beste film en een voor beste regie.
De film was een groot succes in de bioscopen met een omzet van 39,2 miljoen dollar in 1957 in de VS op een budget van 3 miljoen dollar. In 1997 werd de film opgenomen in het National Film Registry van Library of Congress vanwege het culturele, historische en esthetische belang. 

## Verhaal
Een centrale rol speelt de Engelse bevelhebber van door Japanners in krijgsgevangenschap genomen Britse soldaten. De soldaten hebben opdracht gekregen een brug over de Kwai te bouwen en de bevelhebber, Lt. Col. Nicholson, gespeeld door Alec Guinness, komt in conflict met de Japanse kampcommandant kolonel Saito, die van de Engelse officieren eist dat ze meewerken aan de bouw van de brug. De Britse kolonel Nicholson weigert te werken en verbiedt ook zijn majoors om mee te helpen. Hij baseert zich daarbij op de Geneefse Conventies, die regels bevatten voor oorlogssituatie, bijvoorbeeld ten aanzien van de behandeling van krijgsgevangenen. Die bepalen namelijk dat het niet geoorloofd is in krijgsgevangenschap genomen officieren handwerk te laten verrichten. Intussen wil het werk, onder leiding van Japanners, niet vlotten. Uiteindelijk geeft Saito toe aan de eisen van Nicholson en stelt de officieren vrij van het verrichten van lichamelijke arbeid. Nicholson neemt de leiding over en bouwt met zijn manschappen een schitterende brug waar, volgens zijn zeggen, de Britten trots op kunnen zijn. Intussen is een SAS-commandogroep onderweg om de brug te vernietigen. Als Nicholson daarachter komt wil hij eerst die vernietiging tegengaan, maar hij realiseert zich op het laatste moment dat hij al die tijd voor de vijand heeft gewerkt.

## Leidmotief
In de film wil Lt. Col. Nicholson de Japanners laten zien dat Britten een betere brug kunnen bouwen dan Japanners. De film heeft daarmee niet de bedoeling om iets te zeggen over collaboratie van Britse krijgsgevangenen, maar wil laten zien hoe een in principe goedwillend persoon verblind kan raken en met oprechte bedoelingen toch een verkeerde keuze kan maken. Wat de film ook duidelijk maakt, is dat gemeenschapszin, samenwerking en verbroedering een groep zo sterk kunnen maken, dat ze een ondenkbaar groot werk tot stand kan brengen. De brug staat daarmee ook in overdrachtelijke zin voor het verbond dat de krijgsgevangenen onderling hebben gesmeed.

## Rolverdeling
| Acteur              | Personage                               |
| ------------------- | --------------------------------------- |
| Alec Guinness       | Lt. Col. Nicholson                      |
| Sessue Hayakawa     | Col. Saito                              |
| William Holden      | Shears                                  |
| Jack Hawkins        | Maj. Warden                             |
| James Donald        | Maj. Clipton                            |
| Geoffrey Horne      | Lt. Joyce                               |
| Peter Williams      | Capt. Reeves                            |
| André Morell        | Col. Green                              |
| John Boxer          | Maj. Hughes                             |
| Percy Herbert       | Pte. Grogan                             |
| Harold Goodwin      | Pte. Baker                              |
| Ann Sears           | Verpleegster in het hospitaal te Ceylon |
| Heihachiro Okawa    | Capt. Kanematsu                         |
| Keiichiro Katsumoto | Lt. Miura                               |
| M.R.B. Chakrabandhu | Yai                                     |

## Prijzen

### Academy Awards
- Beste film: Sam Spiegel
- Beste regisseur: David Lean
- Beste Acteur: Alec Guinness
- Beste scenario (bewerking roman): Michael Wilson, Carl Foreman, (Pierre Boulle)
- Beste muziek: Malcolm Arnold
- Beste montage: Peter Taylor
- Beste cinematografie: Jack Hildyard

### BAFTA’s
- Beste film: Sam Spiegel
- Beste Britse film: Sam Spiegel
- Beste acteur: Alec Guinness

### Directors Guild of America Award
- Beste regie: David Lean
- Beste film (drama): Sam Spiegel

### Golden Globe
- Beste regisseur: David Lean
- Beste acteur (drama): Alec Guinness

## Scenario

### Boek
Pierre Boulle publiceerde het boek  Le pont de la rivière Kwaï in 1952. Het was gebaseerd op zijn eigen ervaringen als dwangarbeider in Saigon tijdens de Tweede Wereldoorlog. In 1943 was Boulle in het toenmalig Frans Indochina (Vietnam) opgepakt door soldaten van de met nazi’s collaborerende Vichy-regering. In 1944 ontsnapte hij en sloot zich aan bij de Britse Special Forces. Zijn boek is gebaseerd op de bouw van twee bruggen over de rivier de Kwai in Thailand. Het Japanse leger had deze bruggen nodig om troepen en materiaal te verplaatsen van Bangkok naar Rangoon. De werkzaamheden werden uitgevoerd door Aziatische arbeiders en  krijgsgevangen onder commando van de Britse luitenant-kolonel Philip Toosey. In het boek is Toosey vervangen door kolonel Nicholson. Boulle heeft echter altijd volgehouden dat Toosey meer is gebaseerd op de karakters van twee Franse officieren uit Saigon.
De Amerikaanse filmproducent Sam Spiegel kocht een exemplaar van het boek van Boulle op het vliegveld voordat hij op het vliegtuig naar Parijs stapte. Het boek was een enorm verkoopsucces en iedereen sprak erover waarna Spiegel nieuwsgierig was geworden naar de inhoud. Hij las het boek uit tijdens zijn vlucht en besloot dat dit zijn volgende filmproject zou zijn. Toen hij echter Boulle benaderde voor de filmrechten, bleek dat scenarist Carl Foreman een optie op de rechten had en al een eerste versie van het script had geschreven.  Foreman wilde de film maken samen met regisseur Zoltan Korda, maar die zag af van de samenwerking nadat diens broer Alexander Korda het script anti-Brits noemde. Foreman besloot toen met Spiegel in zee te gaan, waarna die laatste de filmrechten kocht.

### Wie schreef het scenario?
Sam Spiegel haalde regisseur David Lean bij het project en vroeg hem het scenario van Foreman te bekijken. Lean vond het oorspronkelijke scenario van Carl Foreman onwerkbaar. Volgens Lean had Foreman de beste elementen uit het boek weggelaten en er een melodramatisch verhaal van gemaakt dat vol zat met actie en avontuur. Ook voert Foreman, in Leans idee, het conflict tussen kolonel Nicholson en de Japanse commandant Saito veel te laat op en wordt de Japanner weergeven als een schurk uit een B-film. Samen met scenarist Norman Spencer schreef Lean een nieuwe versie van het script. Vervolgens liet Sam Spiegel dit scenario weer herschrijven door Carl Foreman. Maar ook deze versie vond geen genade in de ogen van Lean en Spiegel. Onbevestigde bronnen (bijvoorbeeld de Hollywood Reporter van augustus 1956) noemen Calder Willingham als scenarist die op zijn beurt het script van Foreman weer bewerkte. Zeker is dat scenarist Michael Wilson binnen werd gehaald voor een nieuwe versie van het scenario. Zowel Carl Foreman als Michael Wilson stonden op de zwarte lijst van Hollywood en niemand mocht weten dat zij aan het scenario werkten. Hoewel beide mannen niet samenwerkten, schreven ze wel gelijktijdig aan het script. Vanwege het feit dat Foreman en Wilson op de zwarte lijst stonden, gingen de credits voor het scenario uiteindelijk naar Pierre Boulle. Boulle, die geen woord Engels sprak of schreef, kreeg uiteindelijk een Oscar voor het scenario. Pas in 1984 kregen Wilson en Foreman eerherstel en postuum alsnog de Oscar. Ook David Lean en Spencer kregen van Spiegel geen vermelding op de titelrol als scenarist, iets wat David Lean verbaasde aangezien hij verantwoordelijk was voor een belangrijk deel van het script. Een voorbeeld daarvan is de enige liefdesscène in de film. Die scène was een eis van Columbia Pictures nadat ze het scenario hadden gelezen. De studiobazen waren bang dat deze film met alleen mannen in de hoofdrollen vrouwen zou afschrikken, en eisten een liefdesscène. Spiegel vroeg Lean alsnog iets te verzinnen, waarna Lean een liefdesscène tussen Shears en een Engelse verpleegster in het script schreef. 

### Verschillen met het boek
Hoewel het scenario in de buurt van het boek blijft, zijn er wel een aantal belangrijke verschillen. In het boek is Shears een Britse officier bij de commando’s, terwijl hij in de film is veranderd in een Amerikaanse marineofficier die is ontsnapt uit een Japans krijgsgevangenkamp. Een ander verschil is de brug die in het boek niet wordt opgeblazen. Er valt alleen een trein in de rivier, als een van de door Warden geplaatste explosieven  tot ontsteking komt; de brug heeft alleen lichte schade. In de film is het opblazen van de brug juist het hoogtepunt. Ondanks deze verschillen vond Boulle de film fantastisch, al bleef hij het oneens met de exploderende brug op het einde.

## Casting
De casting van de film richtte zich grotendeels op de vele mannenrollen, grotendeels Engelsen, waarbij ook een Amerikaan werd binnengesmokkeld (in het boek is Shears een Britse commando, maar in de film is hij een Amerikaanse marineofficier). Hoewel de film een grote productie was, stonden de sterren niet te springen om een aantal maanden in de jungle door te brengen. Laurence Olivier zei bijvoorbeeld dat hij liever met Marilyn Monroe liefdesscènes ging opnemen voor de film The Prince and the Showgirl dan spitsroeden lopen op Sri Lanka onder commando van David Lean. Ook had het boek (en het scenario) volgens veel Britse acteurs een anti-Britse uitstraling. 

### Kolonel Nicholson
Het was juist de anti-Britse sfeer van het boek die Alec Guinness er aanvankelijk van weerhield om de rol van kolonel Nicholson te accepteren. Hij had bovendien weinig op met het personage van de kolonel en dacht niet er een behoorlijke vertolking van te kunnen maken. Daarbij had hij weinig zin om met regisseur David Lean te werken, tijdens de opnamen van de film Oliver Twist (1948) had hij al genoeg onenigheid met Lean gehad.  Aangezien Guinness de eerste keus was van producent Sam Spiegel, moest de producent nu op zoek naar een andere acteur. 
Spencer Tracy las het scenario op aandringen van Spiegel maar wees de rol van Nicholson af omdat die naar zijn mening alleen door een Engelsman kon worden vertolkt. Aanvankelijk zwichtte Charles Laughton voor het aanbod van Spiegel en hij werd al aangekondigd als kolonel Nicholson. Maar regisseur David Lean kreeg twijfels, hij wist dat Laughton fors moest afvallen voor de rol van krijgsgevangene en had niet het idee dat dit ging lukken. Hij kreeg gelijk en Laughton gaf de rol terug. Vervolgens ging Spiegel alle belangrijke Britse acteurs van dat moment langs, maar Ronald Colman, Noël Coward, Ralph Richardson, Ray Milland, Anthony Quayle en James Mason, weigerden allemaal op mee te doen.
Uiteindelijk kwam Spiegel weer uit bij Alec Guinness en ondanks de bezwaren van David Lean, die Guinness te licht vond voor de rol, deed hij een nieuwe poging om de acteur bij de film te betrekken. Spiegel nodigde Guinness uit voor een diner en hoewel de acteur aan het begin halsstarrig volhield nooit de rol van Nicholson te spelen, viel hij uiteindelijk voor de charme en overtuiging van Spiegel. Aan het eind van het diner was Guinness om en hij accepteerde de rol. 

### Commander Shears
Voor de rol van de Amerikaanse commander van de US Navy had Spiegel onder andere Rock Hudson voor ogen, maar deze acteur had net getekend voor de hoofdrol in A Farewell to Arms (1957). Scenarist Foreman zei dat hij het script had geschreven met Humphrey Bogart voor ogen, maar dit stuitte op bezwaren van Harry Cohn, de president van Columbia Pictures die de acteur voor andere projecten bewaarde. Spiegel besloot vervolgens om Cary Grant te polsen, maar  de laatste serieuze rol  van Grant in de geflopte film Crisis (1950) deed hem twijfelen en  uiteindelijk besluiten om Grant niet te vragen.  De rol ging vervolgens naar William Holden, op dat moment een  grote ster in Hollywood, die voldoende aantrekkingskracht had om  bioscoopgangers naar de kassa te trekken. Hij kreeg 300.000 dollar vooraf en 10% van de winst.

### Lieutenant Joyce
Voor de rol van luitenant Joyce benaderden Lean en Spiegel de bekende ster Montgomery Clift, maar de acteur was na zijn auto-ongeluk in 1956 steeds meer gaan drinken en begonnen met drugs om de pijn te verdringen. Tijdens het gesprek slikte hij voortdurend pillen en kon amper een normale zin voortbrengen, en uiteindelijk viel hij in slaap in de schoot van zijn gastvrouw, de vrouw van Spiegel. Na het mislukken van de onderhandelingen met Clift vroeg Spiegel Ben Gazzara, maar die had andere verplichtingen, evenals Cliff Robertson, waarna Geoffrey Horne werd ingehuurd als Joyce.

## Productie

### Voorbereiding
De film was een co-productie tussen Engelse en Amerikaanse productiemaatschappijen en werd grotendeels opgenomen in Kitulgala op Sri Lanka (toen nog Ceylon geheten). Een paar scènes werden in Engeland geschoten. Sam Spiegel wilde om de kosten te drukken de film aanvankelijk opnemen in Joegoslavië, maar zag in dat er geen geschikte junglelocaties waren. De opnamen duurden van 26 november 1956 tot en met 11 mei 1957. Aan het begin van de opnamen brak de Suez-crisis uit, hetgeen de productie nogal frustreerde doordat er geen schepen meer door het Suezkanaal  konden varen en alle apparatuur moest worden ingevlogen. Een ander probleem was dat er geen faciliteiten waren om de films te ontwikkelen. In die tijd had men het ruwe filmmateriaal (de rushes) nodig om te zien of de opnamen voldeden en dus moest elke dag het geschoten materiaal naar Londen worden gevlogen voor ontwikkeling en weer terug naar Sri Lanka voor de dagelijkse ‘viewing’.
Op Sri Lanka werd de houten brug over de rivier de Kelani gebouwd. De opnamen van het opblazen van deze brug vonden plaats op 10 maart 1957 in aanwezigheid van de toenmalige premier van Ceylon Solomon Bandaranaike.  De brug was zo hoog als een gebouw van zes verdiepingen en voor de bouw van de houten brug, die bijna acht maanden in beslag nam, werden onder meer vijfentwintig olifanten en tweeduizend Sri Lankanen ingezet, onder wie zogenoemde lokale Burghers, Sri Lankanen van Nederlandse afkomst. Vanwege hun daarvoor geschikte uiterlijk hebben zij in de film als Britse krijgsgevangenen gefigureerd.  Een overeenkomst met de film was dat timmerlieden en anderen die de brug hebben gebouwd daarmee, net zoals Lt. Col. Nicholson, een speciale band kregen. Toen zij uiteindelijk vernamen dat 'hun brug' zou worden opgeblazen, waren zij daarover zo gegriefd, dat zij in actie kwamen om de filmproducent ertoe te bewegen de brug op de een of andere manier van de ondergang te redden. 
De trein die gelijk met de brug zou worden opgeblazen, een zestig jaar oude locomotief die oorspronkelijk eigendom was geweest van een Indiase maharadja, kocht Spiegel van de overheid van Sri Lanka.

### De opnamen
De opnamen voor de film waren zwaar.  De extreme hitte, de aanwezigheid van slangen, bloedzuigers en andere dieren eisten hun tol en veel medewerkers van de filmploeg werden ziek. Wat ook niet hielp was de zorgvuldigheid en het perfectionisme van regisseur David Lean die voor één scène vele uren en soms dagen nodig had.  Maar ook Lean zelf ondervond problemen, tijdens een pauze in de opnamen verdronk hij bijna toen hij door de stroming werd meegesleurd. Hoewel Lean zelf Brits was, had hij voortdurend ruzie met Alec Guinness en de andere Britse acteurs en kon hij alleen goed opschieten met de Amerikaanse acteur William Holden, die hij zag als een  professional en een briljant acteur. Met name met Alec Guinness lag Lean regelmatig overhoop, zoals over de manier hoe het personage van kolonel Nicholson vertolkt moest worden. Het beviel Lean totaal niet dat Guinness humor en sympathie in de rol stopte, hij eiste dat de acteur Nicholson speelde als een saaie vent.  Lean kon ook goed overweg met de oudere Japanse acteur Sessue Hayakawa, die kolonel Saito speelde. Hayakawa sprak maar weinig Engels en concentreerde zich totaal op zijn eigen tekst. Om focus te houden scheurde hij alleen die pagina’s uit het script.
De opnames waren niet zonder gevaar in de scène waar Holden samen met Jack Hawkins, en Geoffrey Horne en wat inlandse meisjes door een moeras waadt. Er werd gebruik gemaakt van een speciaal voor de opnamen gecreëerd moeras omdat de echte moerassen niet veilig waren. Ondanks deze voorzorgsmaatregel hadden de acteurs veel last van de bloedzuigers die zich ook in het imitatiemoeras bevonden. Gevaarlijk was ook de manier waarop de sprong van de paratroepen werd gefilmd. Cameraman Jack Hildyard zat op de vleugel van het vliegtuig en filmde de para’s met zijn 16mm-camera. Gevaar speelde ook een rol bij het vernietigen van de brug. Voor het opblazen daarvan wilde Lean alleen de brugpijlers aan een kant van de brug ondermijnen. Na de explosies zou de brug dan in de richting van de camera vallen. Maar producent Spiegel achtte dit te gevaarlijk en liet alle pijlers ondermijnen. In totaal werd duizend ton aan explosieven gebruikt.

## Filmmuziek
Om mee te kunnen dingen met de Oscars van 1957 moest de film worden uitgebracht voor 31 december 1957. Maar begin december was er nog altijd geen muziek voor de film, zelfs geen componist. Een wanhopige Sam Spiegel huurde componist Malcolm Arnold in die de klus in amper tien dagen klaarde, ruim op tijd voor de deadline. Tijdens de uitreiking van de Oscars kreeg Arnold een Oscar voor de beste filmmuziek. 
Toch was niet alle muziek van Arnold. Aan het begin van de film lopen de Britse krijgsgevangen het Japanse krijgsgevangenkamp binnen terwijl ze de Colonel Bogey Mars van componist Frederick Joseph Ricketts uit 1914 fluiten (ook wel genoemd de The River Kwai March). Aanvankelijk wilde regisseur David Lean dat ze zingend het kamp binnenliepen op de muziek van de Colonel Bogey Mars, maar met de tekst van een al even beroemde parodie op de mars, Hitler Has Only Got One Ball. Sam Spiegel vond de tekst vulgair en had het idee dat alleen de Britse bioscoopgangers er iets van zouden begrijpen. Hij zei tegen Lean dat het gebruiken van een bestaand muzieknummer te veel geld ging kosten, maar Lean hield voet bij stuk. Uiteindelijk kwamen ze tot een vergelijk, de mars zou worden gefloten en niet gezongen. Het werd uiteindelijk het herkenningsnummer van de film en intens populair in de gefloten versie. Overigens is er weinig achtergrondmuziek in de film te horen, in veel scènes zijn alleen de geluiden uit de natuur te horen.

## Feit of fictie
- Hoewel de gebeurtenissen voor een deel  op waarheid berusten (zie ook het artikel de Birmaspoorweg), is er door critici op gewezen dat er over de loyaliteit van de echte Engelse bevelhebber Lt-Col Philip Toosey geen twijfel kan bestaan. Volgens Britse overlevenden van de spoorlijn zou elke commandant die zo te werk zou zijn gegaan als in de film al snel ter dood zijn gebracht door de medegevangenen. Zij zagen de film dan ook als een aanklacht tegen het handelen van Lt-Col Philip Toosey bij de bouw van de spoorlijn. Ook op een aantal andere punten wijkt de film af van de werkelijkheid:
- De Japanners waren goed in staat om zelf de Birmaspoorlijn aan te leggen.
- In werkelijkheid was er sprake van twee bruggen: een van staal en een van hout.
- Beide bruggen zijn door vliegtuigen vernietigd en niet door een commandogroep opgeblazen.
- Kampen bestonden niet uit enkel westerlingen en Japanners, er werkten ook zeer veel niet-Japanse Aziaten aan de brug en de spoorlijn.

Overlevenden van de bouw van de bruggen die de film zagen vonden dat er weinig te zien was van de vaak mensonterende manier waarop zij dagelijks aan de brug moesten werken. Er kwamen in totaal 13 000 krijgsgevangenen en 100 000 arbeiders uit de omgeving om tijdens de bouw. De filmmakers excuseerden zich, maar bleven bij hun mening dat het uitbeelden van de gruwelijke werkelijkheid te veel zou eisen van het bioscooppubliek.
In de film wordt majoor Saito, de Japanse commandant van de bouw van de brug, uitgebeeld als een derderangs schurk. In werkelijkheid was Saito (overigens in het echt niet eerste maar tweede in het commando) een beminnelijk mens die de gevangenen humaan probeerde te behandelen. Luitenant-kolonel Toosey (de inspiratie voor Kolonel Nicholson) had veel respect voor de man en trad op als getuige voor de verdediging tijdens het oorlogsmisdadentribunaal waar Saito terechtstond. Het getuigenis van Toosey redde Saito van de galg. Ook Toosey was een ander mens dan de fictieve Nicholson. Hij was zeker geen collaborateur, die zich verplicht voelde om samen te werken met de Japanners. In werkelijkheid vertraagde en saboteerde Toosey het werk aan de bouw van de brug. Zo verzamelde hij termieten die werden losgelaten in het hout van de brug en werd er geknoeid met de mix voor het beton.